# کیارا دانا
کیارا دانـّا (به ایتالیایی: Chiara D'Anna) بازیگر، نویسنده و کارگردان فیلم اهل ایتالیا است.
از فیلم‌هایی که وی در آن‌ها نقش داشته‌است، می‌توان به استودیوی صدای باربری و دوک بورگوندی اشاره نمود.